# DOOR (銀杏BOYZのアルバム)
『DOOR』（ドアー）は、銀杏BOYZの『君と僕の第三次世界大戦的恋愛革命』と同時発売のアルバム。初恋妄℃学園から2005年1月15日に発売。

## 曲目
1. 十七歳(…cutie girls don't love me and punk.)
2. 犬人間
3. 日本発狂
4. 援助交際
  - PVが作られており、映像中に当時銀杏BOYZの熱烈な追っかけであった素人時代の鈴木もぐら(お笑いコンビ「空気階段」のメンバー)がライブの観客として映り込んでいる。
5. メス豚
6. あの娘は綾波レイが好き
7. SEXTEEN
8. リビドー
9. 夢で逢えたら
  - ニッポン放送『くりぃむしちゅーのオールナイトニッポン』エンディングテーマ。
10. 銀河鉄道の夜 ※
11. 惑星基地ベオウルフ ※
12. 夜王子と月の姫 ※
13. NO FUTURE NO CRY
14. 人間
15. なんとなく僕たちは大人になるんだ

GOING STEADY時代の楽曲も収録。田口トモロヲや、ジョニー大蔵大臣など様々なゲストが参加している。
※印は、GOING STEADY時代の楽曲（歌詞や曲調が改編されているものもある）